# Djurgården Hockey 1941/1942
Djurgården spelade i Stockholmsserien klass II där man kom tvåa av åtta lag. Vann serien gjorde Skuru IK.  I Svenska mästerskapen förlorade Djurgården mot IK Hermes med 3–1 i första omgången.